# 四平科技公园
四平科技公园是位於中華人民共和國上海市楊浦區的一個狹長型公園，位於中山北二路和楊樹浦港以北，四平路以西，面積70329平方米。公園內有1000株喬木和17000株花灌木。因公園附近有復旦大學、同濟大學等高校以及科技企業辦公場所，所以公園得名四平科技公園，公園內部並沒有以科技為主題的建築物。公園於2002年3月28日開工，2003年12月30日竣工。